# Hubert Wagner (voleibolista)
Hubert Jerzy Wagner, en realidad Hubert Aleksander Wagner (4 de marzo de 1941 en Poznań – 13 de marzo de 2002 en Varsovia) fue un voleibolista y entrenador polaco, padre de otro jugador y entrenador de voleibol, Grzegorz Wagner.

## Biografía
Como jugador ejerció en los clubes AZS Poznań, AZS Warszawa y Skra Warszawa. Con el club AZS-AWF Warszawa 4 veces consiguió el campeonato de Polonia (1963, 1965, 1966, 1968), el subcampeonato (1967) y una medalla de bronce (s1969). Entre  1963 y 1971 fue capitán de la selección nacional polaca (194 partidos). En el Campeonato Europeo de 1967 obtuvo medalla de bronce. Como jugador de la selección polaca participó en los Juegos Olímpicos en 1968 en México. En 1974 terminó Akademia Wychowania Fizycznego en Varsovia.
Como entrenador profesional de voleibol guio a la selección polaca a varios éxitos. Conocido por su severidad, recibió el ápodo de “Verdugo”. En el año 1974 consiguió el Campeonato Mundial en México y en 1976 la medalla de oro en los Juegos Olímpicos en Montreal.
Entre 1978 y 1979 fichó como entrenador de la selección polaca femenina. Después, entre 1983 y 1985 volvió a trabajar como entrenador de la selección polaca masculina con la que ganó la medalla de plata del Campeonato de Europa. Su equipo tenía la posibilidad de jugar en los Juegos Olímpicos en Los Ángeles en 1984, pero la situación política en este tiempo lo imposibilitó. Coordinó la selección polaca masculina también entre 1996 y 1998.
Además, fue también entrenador de la selección nacional tunesina mientras se ocupaba de unos clubes en Polonia.
Desempeñó la función del Secretario General de la Asociación de Voleibol Polaca.
Murió el 13 de marzo de 2002, a causa de un accidente vial (ataque cardiaco).
El 22 de octubre de 2010 fue introducido al Salón de la Fama Americano (inglés Volleyball Hall of Fame).

## Palmarés

### Jugador
Liga polaca
- Campeonato de Polonia con AZS-AWF Warszawa (1962/1963, 1964/1965, 1965/1966, 1967/1968)
- Segundo puesto en el Campeonato de Polonia (1966/1967) con AZS-AWF Warszawa
- Tercer puesto en el Campeonato de Polonia (1968/1969) con AZS-AWF Warszawa
- Participación en los cuartos de final de la Copa de Europa (1963/1964, 1965/1966, 1966/1967, 1968/1969) con AZS-AWF Warszawa

Selección polaca
En los años 1963-1971 jugó 194 veces.
- Sexto puesto en Campeonato de Europa (1963)
- Sexto puesto en Campeonato Mundial (1966)
- Medalla de bronce del Campeonato de Europa (1967)
- Quinto puesto en los Juegos Olímpicos (1968)
- Octavo puesto en Copa Mundial (1969)
- Quinto puesto en Campeonato Mundial (1970)
- Sexto puesto en Campeonato de Europa (1971)

### Entrenador
Selección masculina polaca
- Medalla de oro en el Campeonato Mundial en México (1974)
- Medalla de oro en los Juegos Olímpicos en Montreal (1976)
- Medalla de plata en el Campeonato de Europa en Yugoslavia (1975)
- Medalla de plata en el Campeonato de Europa de la RDA (1983)

Entrenador con la selección de Túnez
- Medalla de oro en el Campeonato de África en Túnez (1987)

Liga masculina polaca
- Campeonato de Polonia (1982/1983) con Legia Warszawa
- Segundo puesto en el Campeonato de Polonia (1980/1981, 1981/1982, 1984/1985) con Legia Warszawa
- Tercer puesto en el Campeonato de Polonia (1977/1978, 1979/1980) con Legia Warszawa
- Medalla de plata en la Copa de Polonia (1981/1982) con Legia Warszawa
- Medalla de bronce en la Copa de Polonia (1982/1983) con Legia Warszawa

Liga masculina turca
- Segundo puesto en el Campeonato de Turquía (1986/1987) con Filament Bursa
- Campeonato de Turquía (1991/1992, 1992/1993) con Halkbank Ankara

POL-AM
- Medalla de oro en el torneo abierto del Campeonato de los Estados Unidos (1996)

Liga femenina polaca
- Segundo puesto en el Campeonato de Polonia (1997/1998) con Dick Black Andrychów

## Formas de conmemoración
Para conmemorar a Wagner con su nombre se denominaron varias escuelas (en Olsztyn, Katowice, Varsovia, Częstochowa, Będzin, Bydgoszcz i Dębica) y salas de deportes (en Pyskowice y Szczytno).

## Memorial
Desde el año 2003 en Polonia se organizan competiciones de voleibol, llamadas Memorial de Hubert Wagner. Los ganadores del Memorial fueron los polacos (7 veces), los holandeses (2 veces), los rusos, los italianos, los brasileños y los alemanes (cada de ellos una vez).